# 巴雷克奇

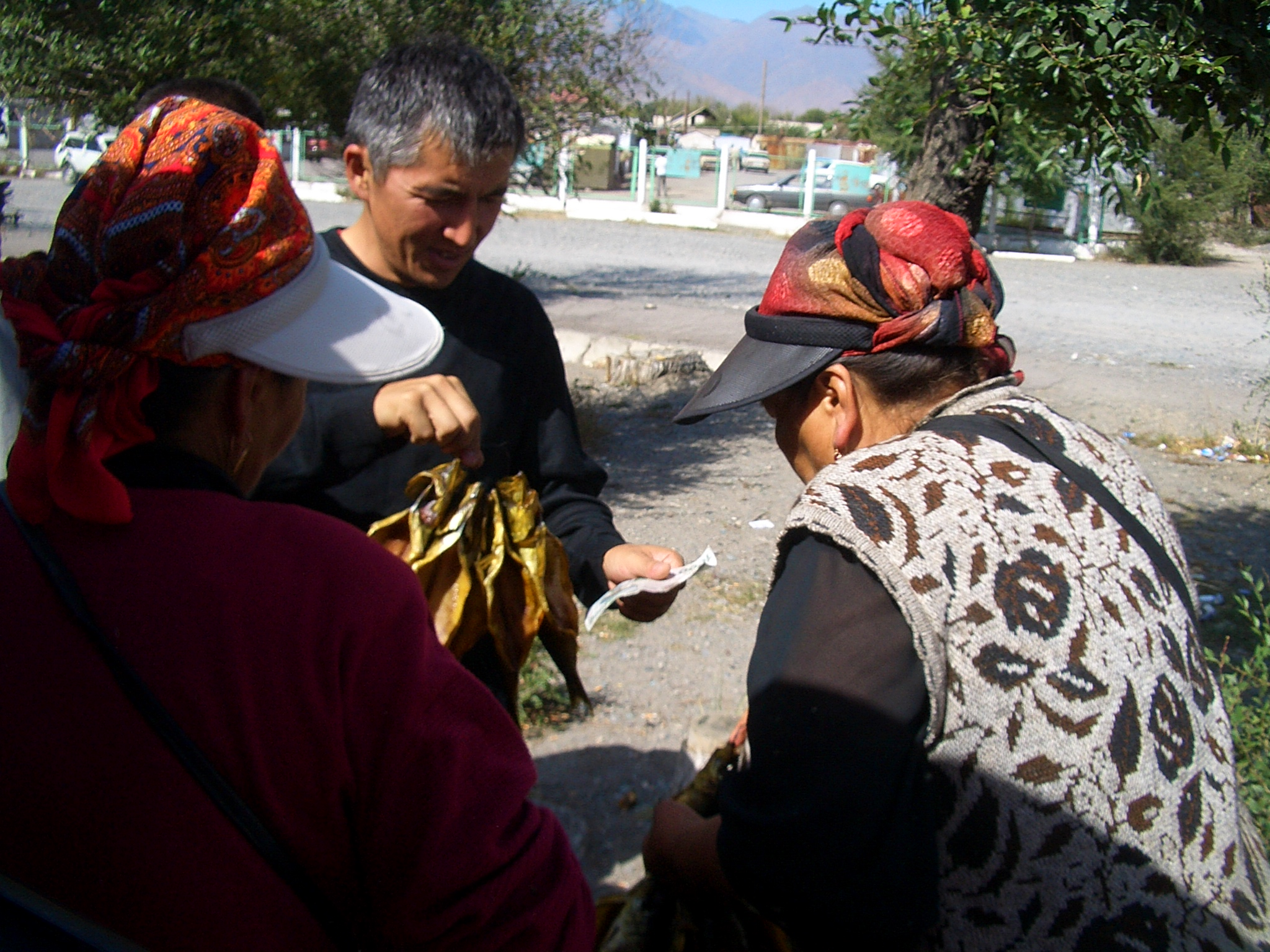

巴雷克奇是吉爾吉斯的城鎮，由伊塞克湖州負責管轄，位於該國北部伊塞克湖西岸，毗鄰與哈薩克接壤的邊境，面積38平方公里，海拔高度約1,900米，2009年人口42,380。
42°27′40″N 76°10′49″E / 42.46111°N 76.18028°E
1. ↑   (PDF).   [2011-08-10]. （原始内容 (PDF)存档于10 August 2011）.